# 2017-es FIA Formula–2 szezon
A 2017-es FIA Formula 2 bajnokság az FIA Formula–2 bajnokság első versenyszezonja, a 2017-es Formula–1 világbajnokság betétfutamaként bonyolították le. A bajnokságot a Nemzetközi Automobil Szövetség (FIA) szankcionálta és rendezte meg.
A 2017-es volt az utolsó szezonja a Dallara GP2/11 kasztniknak - amely a 2011-es GP2-szezon-ban debütált -. Ez volt az utolsó szezon Mecachrome 4.0 literes V8-as szívómotorokkal, amelyeket a 2005-ös GP2-es szezon óta használtak.
Az egyéni bajnokságot Charles Leclerc nyerte 282 ponttal Artyom Markelov előtt, a harmadik Oliver Rowland lett. A csapatok között a Russian Time végzett elsőként, tizenöt ponttal megelőzve a Prema Racing csapatát, utánuk a DAMS végzett.

## Csapatok és versenyzők
| Csapat             | #  | Versenyző           | Forduló   |
| ------------------ | -- | ------------------- | --------- |
| Prema Racing       | 1  | Charles Leclerc     | összes    |
| Prema Racing       | 2  | Antonio Fuoco       | összes    |
| Racing Engineering | 3  | Louis Delétraz      | 1–7       |
| Racing Engineering | 3  | Nyck de Vries       | 8–11      |
| Racing Engineering | 4  | Gustav Malja        | összes    |
| Russian Time       | 5  | Luca Ghiotto        | összes    |
| Russian Time       | 6  | Artyom Markelov     | összes    |
| ART Grand Prix     | 7  | Macusita Nobuharu   | összes    |
| ART Grand Prix     | 8  | Alexander Albon     | 1–3, 5–11 |
| ART Grand Prix     | 8  | Szergej Szirotkin   | 4         |
| DAMS               | 9  | Oliver Rowland      | összes    |
| DAMS               | 10 | Nicholas Latifi     | összes    |
| Campos Racing      | 11 | Ralph Boschung      | 1-10      |
| Campos Racing      | 11 | Lando Norris        | 11        |
| Campos Racing      | 12 | Stefano Coletti     | 1         |
| Campos Racing      | 12 | Roberto Merhi       | 2         |
| Campos Racing      | 12 | Robert Vișoiu       | 3–9       |
| Campos Racing      | 12 | Álex Palou          | 10–11     |
| MP Motorsport      | 14 | Sérgio Sette Câmara | összes    |
| MP Motorsport      | 15 | Jordan King         | összes    |
| Trident            | 16 | Nabil Jeffri        | összes    |
| Trident            | 17 | Sergio Canamasas    | 1–4       |
| Trident            | 17 | Raffaele Marciello  | 5         |
| Trident            | 17 | Callum Ilott        | 6         |
| Trident            | 17 | Santino Ferrucci    | 7–11      |
| Rapax              | 18 | Nyck de Vries       | 1–7       |
| Rapax              | 18 | Louis Delétraz      | 8–11      |
| Rapax              | 19 | Johnny Cecotto, Jr. | 1–4       |
| Rapax              | 19 | Sergio Canamasas    | 5–7       |
| Rapax              | 19 | Roberto Merhi       | 8–9, 11   |
| Rapax              | 19 | René Binder         | 10        |
| Pertamina Arden    | 20 | Norman Nato         | összes    |
| Pertamina Arden    | 21 | Sean Gelael         | összes    |
| Forrás:            |    |                     |           |

## Versenynaptár
A következő tizenegy helyszín rendez fordulót a szezon során: